# 加埃塔諾·卡斯特羅維利
加埃塔諾·卡斯特羅維利（義大利語：Gaetano Castrovilli；1997年2月17日—），意大利足球運動員，曾效力意甲球會拉素，前意大利國家足球隊成員，司職中場。

## 俱樂部生涯
1997年2月17日出生的卡斯特羅維利出身於意甲的低級別球隊巴里，他是在那裡開始職業生涯。雖然在2017年的夏天，卡斯特羅維利被佛罗伦萨簽下，但是他並沒有立即獲得代表球隊出戰的機會，而是被球隊給租借了出去，又來到了意乙聯賽的克雷莫纳。

## 外部連結
- 加埃塔諾·卡斯特羅維利在 National-Football-Teams.com 上的出场纪录
- Soccerway資料庫：加埃塔諾·卡斯特羅維利
- Lega Serie A Profile （页面存档备份，存于） （義大利語）
- FIGC Profile （页面存档备份，存于） （義大利語）